# 빌데르베르흐 회의

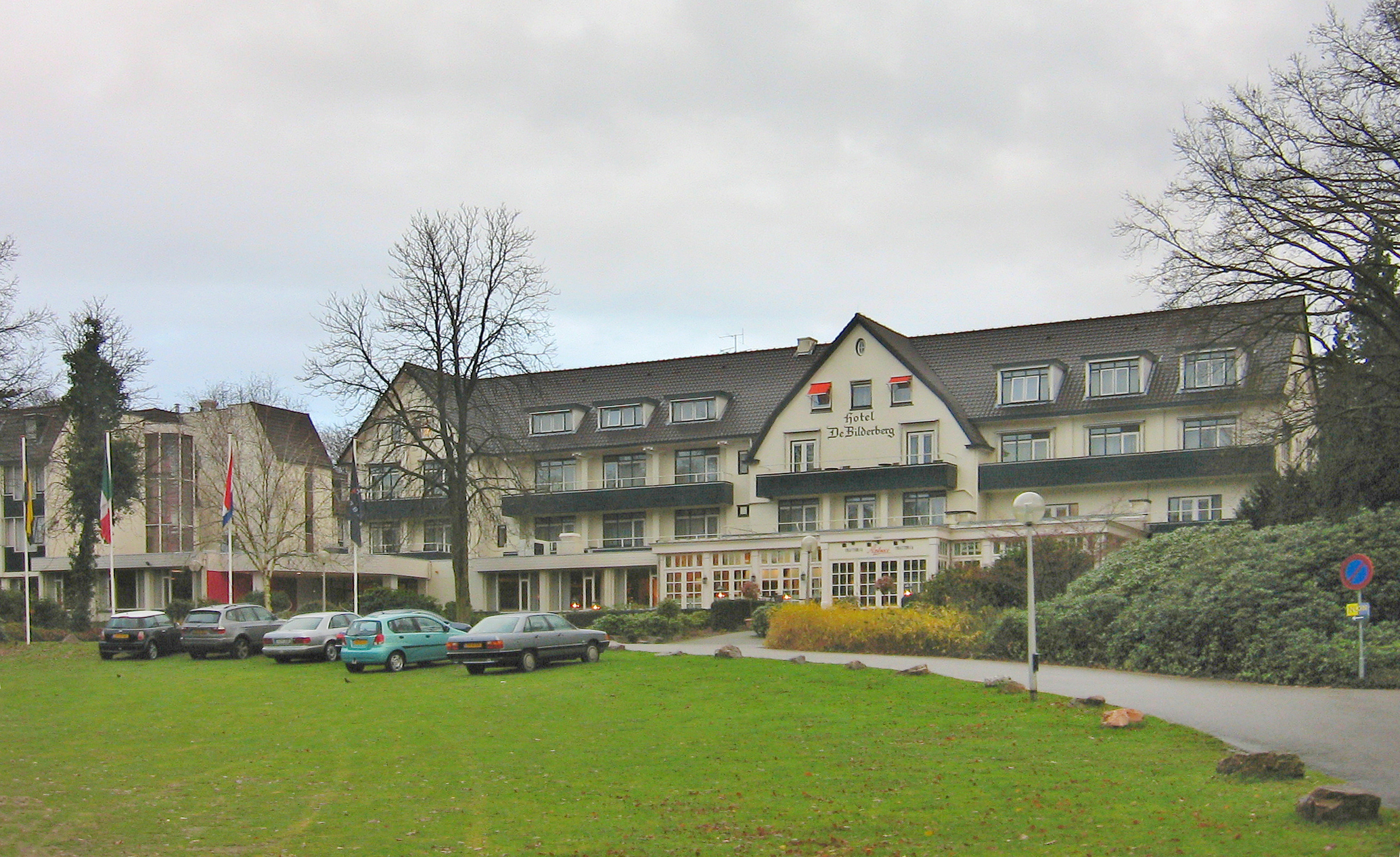
1954년 제1회 회의가 개최된 빌데르베르흐 호텔

빌데르베르흐 회의( - 會議, 영어: Bilderberg meeting, Bilderberg Group, Bilderberg Conference, Bilderberg Club)는 미국, 유럽 등지에서 정계, 재계, 왕실 관계자들 약 100-150명이 모여 다양한 국제 정치 경제 문제를 토의하고 비밀리에 정책을 결정하는 모임을 말한다. 네덜란드 빌데르베르흐 호텔에서 제1회 회의가 개최되었기 때문에 빌데르베르흐 회의라고 부른다. 국제 연합(UN), 미국 외교협회(CFR), 삼극위원회보다 더 강력하고 중요한 국제 회의로 알려져 있다. 본 회의에 참가하는 국가들은 미국, 캐나다, 영국, 프랑스, 독일, 이스라엘, 팔레스타인, 기타 유럽 연합 국가들이다. 회의 내용은 알려지지 않으며 어떤 언론에 대해서도 취재활동이 허락되지 않는다.

## 빌데르베르흐 회의 개최지
1954년부터 시작해 연 1회 개최된다. 2000년 이후의 개최지는 다음과 같다.
- 2000년 (6월1일-4일) Chateau Du Lac Hotel in Genval, 브뤼셀,  벨기에
- 2001년 (5월24일-27일) the Hotel Stenungsbaden, Stenungsund,  스웨덴
- 2002년 (5월30일-6월2일) the Westfields Marriott, Chantilly, Virginia,  미국
- 2003년 (5월15일-18일) the Trianon Palace Hotel, 베르사유,  프랑스
- 2004년 (6월3일-6일) the Grand Hotel des Iles Borromees, Stresa,  이탈리아
- 2005년 (5월5일-8일) the Dorint Sofitel Seehotel Überfahrt, Rottach-Egern,  독일
- 2006년 (6월8일-11일) the Brookstreet Hotel, Kanata, Ottawa, Ontario,  캐나다
- 2007년 (5월31일-6월3일) the Ritz-Carlton hotel, Şişli, Istanbul,  튀르키예
- 2008년 (5월30일-6월2일) the Westfields Marriott Hotel, 워싱턴 DC,  미국

## 같이 보기
- 음모론
- 일루미나티 & 프리메이슨
- 그림자 정부
- 왕립 국제 문제 연구소
- 세계 경제 포럼
- 태평양 문제 조사회
- 로스차일드가(로트실트 가문)
- 보헤미안 그로브
- 연방 준비 제도
- 시오니즘
- 다빈치 코드 & 천사와 악마
- 에셸론(ECHELON)
- 앤드루 잭슨
  - 뱅크 워(영어판)
- 제킬 아일랜드 클럽(영어판)
- 300인 위원회
- 조지아 가이드스톤(영어판)
- 애스퍼테임(아스파탐)
- 경제학

## 참고 문헌
- The True Story of the Bilderberg Group, Daniel Estulin, Trine Day(2007), ISBN-10: 0977795349
  - (한국어) 번역판: 세계를 움직이는 보이지 않는 손: 빌더버그 클럽, 다니엘 에스툴린 지음/김수진 옮김 (2008)
- Jim Tucker's Bilderberg Diary, James P. Tacker Jr., American Free Press (2005), ISBN-10: 0974548421